# Yasushi Endo
Yasushi Endo (født 7. april 1988) er en japansk fodboldspiller.
Han har spillet for flere forskellige klubber i sin karriere, herunder Kashima Antlers.